# Red Frame/White Light
Red Frame/White Light è il secondo singolo del gruppo synth pop britannico Orchestral Manoeuvres in the Dark, pubblicato nel 1980.
Il titolo del brano e il testo furono ispirati dalla cabina telefonica pubblica utilizzata dalla band, situata nei pressi de The Railway Inn nella zona del Wirral, Merseyside , dove "red frame" si riferisce alla "cornice rossa" della cabina tradizionale britannica e la 'luce bianca' all'interno. Il testo cita anche il numero del telefono pubblico in questione " 632 3003".
Il brano è stato pubblicato come singolo poco prima dell'uscita dell'album di debutto Orchestral Manoeuvres in the Dark ed è incluso nello stesso. Il lato B "I Betray My Friends" è un brano inedito che rappresenta il lato più sperimentale del gruppo e non fu incluso nell'album. 
Il singolo raggiunse la posizione no. 67 nelle classifiche inglesi  e rimane uno dei brani meno di successo per quanto riguarda le vendite. Il brano non viene mai incluso nelle raccolte dei singoli del gruppo. 
Una versione registrata per una trasmissione radiofonica della BBC di John Peel è inclusa nella raccolta "Peel Seesions 1979-1983". Il brano veniva suonato dal vivo durante i primi anni di performance live del gruppo ma successivamente ignorato . Una registrazione dal vivo appare sull'album "Access All Areas" (2015) che contiene un concerto tenuto dal gruppo nel 1980, registrato per la televisione britannica.
Un video promozionale fu girato all'epoca della pubblicazione del singolo ed è incluso nel DVD della raccolta "Messages. OMD Greatest Hits" (2008).

## Tracce
- 7"

1. Red Frame/White Light – 3:15
2. I Betray My Friends – 3:50

Esiste anche una versione 12" con le stesse versioni dei brani.